# Psychotria arborea
Psychotria arborea är en måreväxtart som beskrevs av William Philip Hiern. Psychotria arborea ingår i släktet Psychotria och familjen måreväxter. Inga underarter finns listade i Catalogue of Life.